# Россохин, Борис Гаврилович
Бори́с Гаври́лович Россо́хин (11 октября 1922, Орловский уезд, Вятская губерния — 18 июля 2005, Екатеринбург) — советский лётчик штурмовой авиации в годы Великой Отечественной войны, Герой Советского Союза (23.02.1945). Гвардии полковник.

## Биография
Родился 11 октября 1922 года в деревне Нижние Баты. После окончания средней школы работал в геодезической партии.
В 1940 году был призван на службу в Рабоче-крестьянскую Красную Армию. В 1941 году окончил Челябинскую военную авиационную школу механиков, в 1943 году — Молотовскую военную авиационную школу пилотов. С октября 1943 года — на фронтах Великой Отечественной войны. В боях был неоднократно тяжело ранен, получил переломы конечностей и травму позвоночника, после чего мог летать только привязанным к креслу пилота.
К ноябрю 1944 года гвардии лейтенант Борис Россохин командовал звеном 59-го гвардейского штурмового авиаполка 2-й гвардейской штурмовой авиадивизии 16-й воздушной армии 1-го Белорусского фронта. К тому времени он совершил 138 боевых вылетов на штурмовку скоплений боевой техники и живой силы противника, его важных объектов, нанеся ему большие потери: свыше 1200 солдат и офицеров, 36 танков и бронированных машин, 4 воинских эшелона, 2 переправы через водные преграды и несколько складов с вооружением.
Указом Президиума Верховного Совета СССР от 23 февраля 1945 года за «образцовое выполнение боевых заданий командования на фронте борьбы с немецкими захватчиками и проявленные при этом мужество и героизм» гвардии лейтенант Борис Россохин был удостоен звания Героя Советского Союза с вручением ордена Ленина и медали «Золотая Звезда» за номером 5331.
Позднее из-за тяжёлых ранений был переведён в транспортную авиацию. В 1945 году в звании старшего лейтенанта уволен в запас (позднее ему было присвоено звание полковника запаса).
В 1946 году приехал в Свердловск, работал старшим инженером, начальником отдела завода № 28, затем — директором школы ФЗО № 41 при заводе.
Одновременно поступил на вечернее отделение физико-технического факультета Уральского политехнического института, которое окончил с отличием в 1955 году. Работал за границей — участвовал в восстановлении разрушенной войной промышленности в Болгарии и Германии.
По возвращении из спецкомандировки на родину в 1960 году работал в Институте высокотемпературной электрохимии Уральского филиала Академии наук СССР. В лаборатории расплавленных солей и электролитов выполнил большой цикл научных исследований по получению и рафинированию титана, сплавообразованию бериллия, никеля, циркония и других редкоземельных элементов. Полученные экспериментальные данные легли в основу кандидатской диссертации, которую он успешно защитил в 1966 году.
С 1966 года — учёный секретарь, с 1969 года — заместитель директора института. В 1973 году организовал лабораторию гальванотехники для проведения исследований в области электролитического получения металлов и десять лет возглавлял её. В 1983 году оставил должность по состоянию здоровья; до 1988 года работал в институте начальником штаба гражданской обороны и руководителем 3-го отдела.
Тяжело болел, в 1991 году ему были ампутированы обе ноги. Находясь на пенсии, активно занимался общественной деятельностью.
Умер 18 июля 2005 года, похоронен на Широкореченском кладбище Екатеринбурга.
Также награждён орденом Красного Знамени (24.07.1944), двумя орденами Отечественной войны 1-й степени (18.09.1944, 06.04.1985), орденом Красной Звезды (22.02.1944), рядом медалей и иностранных наград.

## Память

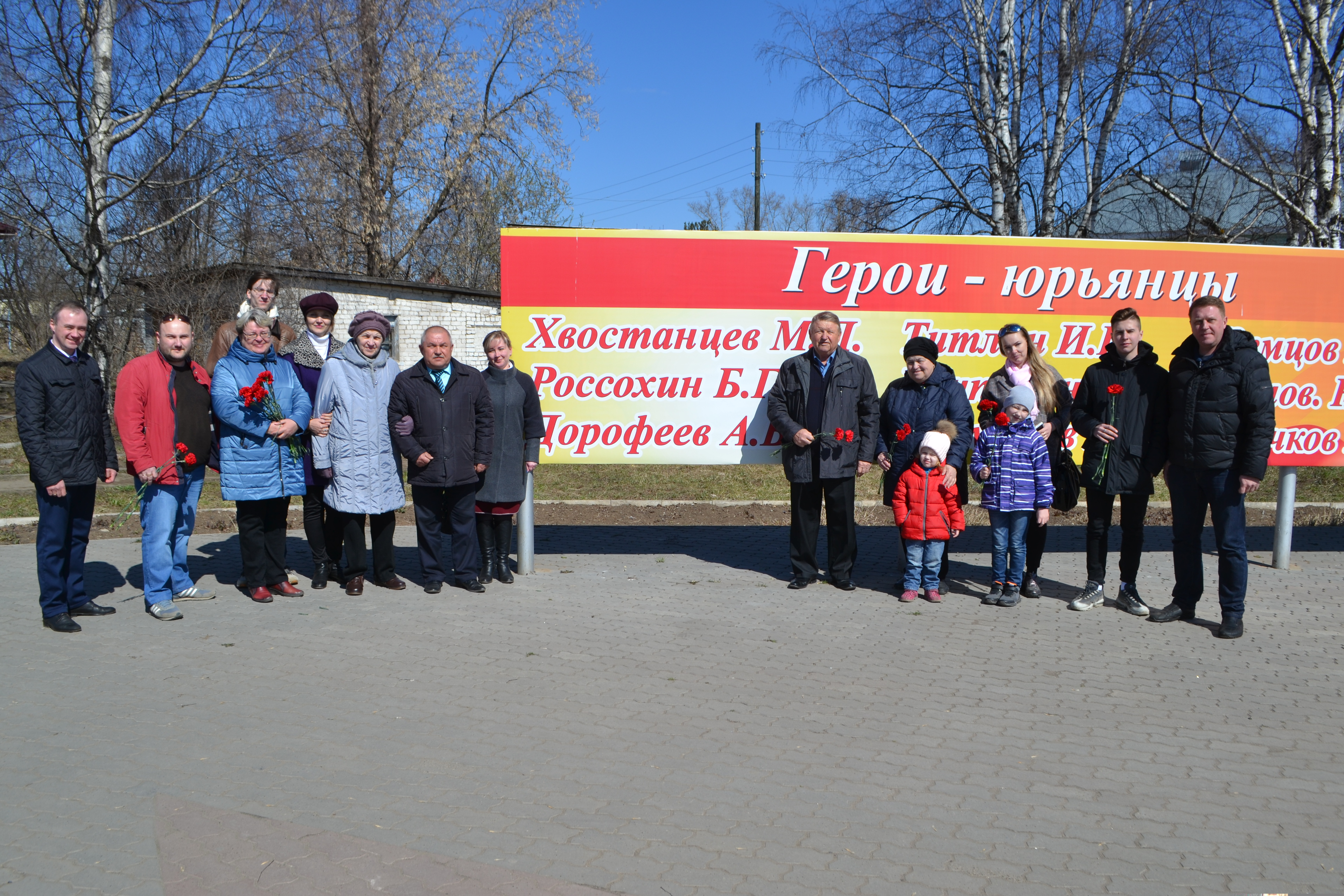
У памятного знака Героям — Юрьянцам. Юрья, 2019.

- Имя Героя высечено золотыми буквами в зале Славы Центрального музея Великой Отечественной войны в Парке Победы города Москва.
- В Юрье его имя увековечено на памятном знаке Героям—Юрьянцам.
- Имя Б. Г. Россохина присвоено Военному учебному центру при Уральском федеральном университете[4], в 2022 году на здании центра установлена мемориальная доска.
- Почётный курсант Казанского высшего военного командного училища ракетных войск.

## Комментарии
1. ↑  Деревня Нижние Баты, относившаяся к Шараповской волости Орловского / Халтуринского уезда, в последующем входила в состав Заборовицкого сельсовета Верховинского района; не сохранилась, ныне — территория Юрьянского района Кировской области[1].